# Furore (film)
Furore (The Grapes of Wrath) è un film del 1940 diretto da John Ford, tratto dall'omonimo romanzo di John Steinbeck, vincitore del Premio Pulitzer. Ambientato nei primi anni trenta durante la Grande depressione, racconta il lungo e drammatico viaggio verso la California della famiglia Joad, in cerca di lavoro e nuove opportunità dopo aver perso la propria fattoria in Oklahoma a causa delle tempeste di sabbia e degli spietati proprietari terrieri.
È considerato un classico di Hollywood e uno dei migliori film di Ford, grazie soprattutto alla fotografia di Gregg Toland e alle interpretazioni di Jane Darwell e Henry Fonda, che consolidò la sua immagine di eroe dai forti principi morali con la sua interpretazione di Tom Joad. Nel 1941 ricevette sette candidature ai premi Oscar, aggiudicandosi quelli per il miglior regista e la miglior attrice non protagonista.
Nel 1989 è stato uno dei primi 25 film scelti per la conservazione nel National Film Registry della Biblioteca del Congresso degli Stati Uniti, in quanto giudicato "di rilevante significato estetico, culturale e storico", e nel 2000 è stato introdotto nella Hall of Fame della Online Film & Television Association. Nel 1998 è risultato 21º nella lista dei 100 migliori film statunitensi di sempre dell'American Film Institute mentre nell'edizione aggiornata del 2007 è sceso al 23º posto.

## Trama

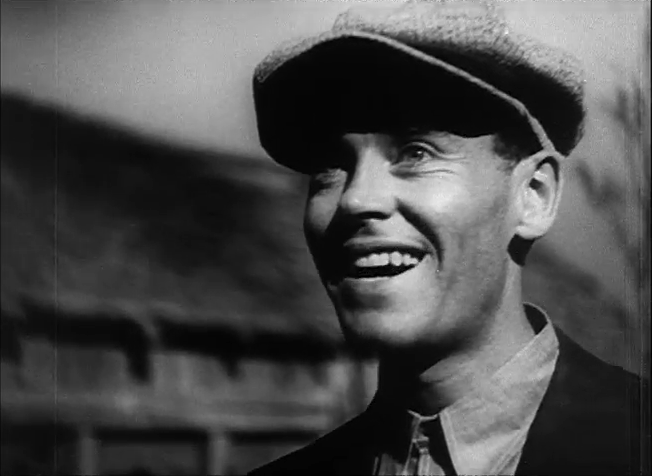
Screenshot dal film in cui Henry Fonda è Tom Joad

Appena uscito di prigione dove ha scontato quattro anni per omicidio, Tom Joad fa ritorno alla fattoria dei suoi genitori in Oklahoma. Accompagnato dall'amico ed ex predicatore Casy, Tom trova la casa deserta e il vicino Muley Graves lo informa che i contadini di tutta la zona sono stati costretti ad abbandonare le loro fattorie dagli avidi proprietari e dalle gravi condizioni di siccità. Ritrovata finalmente la famiglia a casa dello zio John, Tom e Casy si uniscono al resto dei Joad nel lungo viaggio verso la California, alla ricerca di possibilità di lavoro e di condizioni di vita migliori.

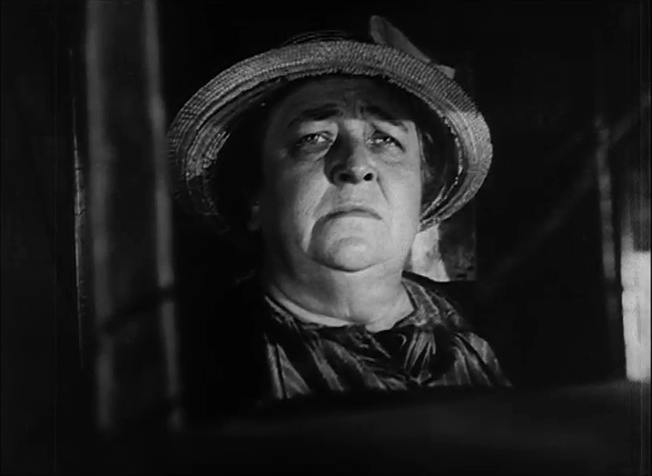
Jane Darwell è mamma Joad

Il viaggio su un vecchio furgone stracarico attraverso la Route 66 è arduo e mette a dura prova la famiglia Joad. L'anziano nonno muore lungo la strada, dove viene sepolto, e le loro speranze in un futuro radioso si attenuano quando un uomo li avvisa che la situazione in California non è affatto quella che sperano di trovare. Poco prima di raggiungere la destinazione anche nonna Joad muore, mentre Rosasharn, la più giovane dei Joad in attesa di un bambino, viene abbandonata dal marito. Giunti in un campo per lavoratori migranti, scoprono che questo è affollato di altri viaggiatori disoccupati e disperati. Casy viene arrestato per aver colpito un poliziotto e la famiglia decide di lasciare il campo dopo aver saputo che alcuni poliziotti vogliono darlo alle fiamme.
Giunti in un altro campo, il Keene Ranch, riescono a trovare lavoro come raccoglitori di pesche, ma le condizioni non sono certo migliori. Durante la notte, Tom si imbatte nell'incontro segreto di un gruppo di lavoratori che sta organizzando uno sciopero e tra questi c'è anche Casy, che ha raggiunto il ranch dopo essere stato rilasciato. Quando l'incontro viene scoperto, Casy viene ucciso da uno dei guardiani del campo e mentre Tom cerca di difenderlo ne provoca accidentalmente la morte. I Joad si danno alla fuga e trovano rifugio nel campo governativo di Wheat Patch, gestito dagli stessi abitanti, senza guardie e completo di servizi igienici. Ma Tom è ormai braccato e quando la polizia lo rintraccia decide di dire addio alla sua famiglia, promettendo alla madre di continuare a lottare contro le ingiustizie sociali.

## Produzione
La Twentieth Century Fox acquistò per 70.000 dollari i diritti del romanzo di John Steinbeck, che insistette affinché al contratto fosse aggiunta una clausola secondo la quale lo studio si impegnava a conservare nel film «in modo completo e ragionevole i fatti principali e l'intento sociale» del romanzo.
Nonostante lo status di best seller del romanzo, il capo dello studio Darryl F. Zanuck era preoccupato per le "tendenze socialiste" del materiale e per il fatto che il film potesse essere tacciato di filo-comunismo. Per questo inviò un team di investigatori in Oklahoma per verificare la veridicità del resoconto di Steinbeck sulla situazione dei lavoratori migranti. Informato che le condizioni degli "Okies" erano persino peggiori di quelle descritte nel romanzo, Zanuck si convinse di poter difendere il film da qualsiasi accusa di essere una mera propaganda e diede il via alla produzione.
Ciò nonostante, la controversia che aveva accompagnato la pubblicazione del romanzo, che era stato condannato dalla Camera di Commercio della California, riemerse quando lo studio annunciò l'inizio della lavorazione, tanto che l'Agricultural Council of California e gli Associated Farmers of California iniziarono una campagna contro la Twentieth Century Fox, chiedendo sulla stampa il boicottaggio dei film dello studio.

### Sceneggiatura
Sebbene alcune fonti affermino che fu Darryl F. Zanuck a scrivere il finale del film, le uniche sceneggiature conservate nella Twentieth Century-Fox Produced Scripts Collection dell'Università della California - Los Angeles, datate 13 luglio e 31 luglio 1939, sono quelle scritte da Nunnally Johnson e includono entrambe una scena finale molto simile a quella del film.
Il 29 settembre 1939, la Production Code Administration informò la Twentieth Century Fox che, sebbene la sceneggiatura fosse conforme alle disposizioni del Codice Hays, era necessario affrontare una serie di potenziali problemi di censura. L'elenco delle modifiche suggerite inclusero l'avvertimento di non caratterizzare Muley come un folle, la riformulazione di alcune battute che facevano riferimento alla gravidanza di Rosasharn, l'eliminazione della menzione della contea di Tulare in California e della città di Pixley. Venne anche suggerito che il film non mostrasse l'uccisione del guardiano da parte di Tom come se fosse stata legittima difesa.

### Cast
Henry Fonda fu la prima scelta di John Ford, che lo aveva già diretto l'anno precedente in Alba di gloria, anche se per il ruolo di Tom Joad la Twentieth Century Fox aveva inizialmente considerato Spencer Tracy, Tyrone Power e Don Ameche. Fonda fu scritturato due settimane prima dell'inizio della produzione e firmò un contratto di sette anni con lo studio.
La nota caratterista Beulah Bondi fece un provino per la parte di mamma Joad e, convinta di ottenerla, acquistò una vecchia auto e si trasferì a Bakersfield in California per vivere tra i lavoratori migranti e prepararsi per il ruolo andato poi a Jane Darwell.
Tra i numerosi attori non accreditati figurano Mae Marsh (la moglie di Muley Graves), Tom Tyler (il poliziotto che ammanetta Casy), David Kirkland e Francis Ford (due migranti), entrambi attori e registi attivi soprattutto nell'epoca del muto.

### Riprese
Le riprese furono effettuate dal 4 ottobre al 16 novembre 1939 e il film venne realizzato con un budget di 800.000 dollari.
Oltre che nei Twentieth Century Fox Studios di Century City a Los Angeles, il film fu girato seguendo la rotta verso Ovest degli "Okies". Il regista della seconda unità Otto Brower si occupò delle riprese in Oklahoma (McAlester, Sayre), Arizona (Topock, Parco nazionale della foresta pietrificata) e Nuovo Messico (Santa Rosa, Laguna Pueblo, Gallup), mentre in California furono girate sequenze a Needles, Tehachapi, Daggett, Chatsworth (le fattorie dei Joad e dei Graves), Tustin, Lamont (il campo di migranti di Weedpatch) e Thousand Oaks (il "Keene Ranch").

## Distribuzione
Il film fu proiettato in anteprima il 24 gennaio 1940 a New York e venne distribuito nelle sale dal successivo 15 marzo.

### Data di uscita
- 15 marzo 1940 negli Stati Uniti (The Grapes of Wrath)
- 9 maggio in Messico (Viacrucis)
- 23 maggio in Australia (The Grapes of Wrath)
- 29 maggio in Argentina (Viñas de ira)
- 16 luglio nel Regno Unito (The Grapes of Wrath)
- 15 agosto in Uruguay (Viñas de ira)
- 18 ottobre in Sudafrica (The Grapes of Wrath)
- 7 novembre in Svezia (Vredens druvor)
- 19 maggio 1941 in Finlandia (Vihan hedelmät)

- 27 maggio in Ungheria (Érik a gyümölcs)
- 23 maggio 1946 a Hong Kong (The Grapes of Wrath)
- 31 dicembre 1947 in Francia (Les raisins de la colère)
- 5 marzo 1948 in Danimarca (Vredens druer)
- 18 agosto in Unione Sovietica (Гроздья гнева)
- 26 aprile 1952 in Italia (Furore)
- 27 marzo 1953 in Germania Ovest (Früchte des Zorns)
- 2 gennaio 1963 in Giappone (怒りの葡萄)

### Edizioni home video
Furore è stato distribuito in DVD il 6 aprile 2004 dalla 20th Century Studios Home Entertainment, con materiale extra che includeva i commenti audio dello storico del cinema Joseph McBride e della studiosa Susan Shillinglaw del National Steinbeck Center di Salinas, il documentario Darryl F. Zannuck: 20th Century Filmmaker, estratti di cinegiornali del 1934 e la featurette Roosevelt Lauds Motion Pictures at Academy Fete. Il 3 aprile 2012 è uscito in Blu-ray con lo stesso materiale extra.

## Accoglienza

### Incassi
Negli Stati Uniti il film incassò 2,5 milioni di dollari.

### Critica
Il sito Rotten Tomatoes riporta il 100% di recensioni professionali con giudizio positivo e il seguente consenso critico: «Un dramma potente che è socialmente importante oggi come quando è stato realizzato, Furore è commovente, emozionante e meritatamente considerato un classico americano.». Il sito Metacritic assegna al film un punteggio di 96 su 100 basato su 16 recensioni, indicando un "plauso universale".
Il film ricevette molte recensioni favorevoli alla sua uscita. La rivista Variety lo definì «un melodramma avvincente e carico di tensione, duramente realistico e carico di fuochi d'artificio sociali e politici», mentre il critico Frank Nugent scrisse sul New York Times che il film aveva guadagnato un posto nella «piccola mensola poco affollata dedicata ai capolavori del cinema, a quei film che, per dignità di tema ed eccellenza di trattamento... sembrano destinati a essere ricordati non solo alla fine dell'anno in cui sono realizzati, ma ogni volta che vengono menzionati i grandi film». Il settimanale Time scrisse che Furore «è forse il miglior film mai realizzato da un libro così così. È sicuramente il miglior film che Darryl F. Zanuck ha prodotto e che Nunnally Johnson ha sceneggiato. Sarebbe il migliore diretto da John Ford, se non avesse già realizzato Il traditore».
In Italia, dove Furore uscì solo nel 1952, il quotidiano La Stampa scrisse: «Il film è costruito da maestro e respira quella parsimoniosa e pacata solennità che gli viene dal tema così umanamente sofferto ma anche dalla naturale inclinazione del regista a intendere e comunicare la poesia delle cose semplici... Mirabilmente fotografato dall'operatore Gregg Toland, il film è interpretato da attori perfettamente guidati, tra i quali eccellono Henry Fonda, un indimenticabile Tommy e Jane Darwell, la "madre" superba in ogni inflessione della sua pingue maschera».

## Riconoscimenti
- 1941 – Premio Oscar
  - Miglior regista a John Ford
  - Miglior attrice non protagonista a Jane Darwell
  - Candidatura per il miglior film a Darryl F. Zanuck e Nunnally Johnson
  - Candidatura per il miglior attore protagonista a Henry Fonda
  - Candidatura per la migliore sceneggiatura non originale a Nunnally Johnson
  - Candidatura per il miglior montaggio a Robert L. Simpson
  - Candidatura per il miglior sonoro a Edmund H. Hansen

- 1940 – National Board of Review
  - Miglior film
- 1940 – New York Film Critics Circle Awards
  - Miglior film
  - Miglior regista a John Ford
- 1963 – Blue Ribbon Awards
  - Miglior film straniero

### AFI 100 Years
Il film ha trovato posto in alcune delle liste della serie AFI 100 Years..., composte da titoli del cinema statunitense selezionati dall'American Film Institute a partire dal 1998 per celebrare la storia del cinema.
- AFI's 100 Years... 100 Movies (i cento migliori film statunitensi di sempre) – 21º posto
- AFI's 100 Years... 100 Movies (10th Anniversary Edition) (Edizione del 10º anniversario) – 23º posto
- AFI's 100 Years... 100 Cheers (i cento film più commoventi) – 7º posto
- AFI's 100 Years... 100 Heroes and Villains (i cento migliori eroi [e cattivi] del cinema americano) – 12º posto (Tom Joad)

Nel 2005 una delle frasi pronunciate da Tom Joad è stata tra le 400 candidate per le cento migliori citazioni cinematografiche ma non è entrata nella lista finale: «Dovunque ci sia un uomo che soffre e combatte per la vita, io sarò là» («Wherever there's a fight so hungry people can eat, I'll be there»).

## Differenze con il romanzo
Mentre la prima parte del film segue il romanzo abbastanza fedelmente, la seconda parte e il finale in particolare sono significativamente diversi. Il romanzo si conclude con la caduta e la disgregazione della famiglia Joad mentre nel film l'ordine delle sequenze venne cambiato in modo che la famiglia finisse in un buon accampamento fornito dal governo e gli eventi si risolvessero positivamente. Lo sceneggiatore Nunnally Johnson dichiarò a tale proposito: «Ci doveva essere un raggio di speranza, qualcosa che avrebbe trattenuto gli spettatori dall'uscire fuori e ubriacarsi così tanto in preda allo sconforto da non poter dire ad altre persone che era un bel film. Steinbeck era d'accordo sulla necessità di un finale più speranzoso».
Il celebre discorso di mamma Joad che conclude il film («Siamo vivi, siamo il popolo, la gente, che sopravvive a tutto. Nessuno può distruggerci, nessuno può fermarci. Noi andiamo sempre avanti») in realtà è tratto da una frase a circa due terzi del romanzo, che termina con Rosasharn Rivers (interpretata da Dorris Bowdon nel film) che partorisce un bambino morto e poi allatta al seno un vecchio sfinito dalla fame, scena non presente nel film ma inclusa nella versione teatrale del 1988.
Nel film non sono presenti i personaggi di Ivy e Sairy Wilson, che nel romanzo assistono alla morte del nonno e viaggiano con i Joad fino a raggiungere la California, e quello della fanatica religiosa Lisbeth Sandry. Inoltre non è rappresentata la partenza di Noah dalla famiglia (il personaggio scompare senza spiegazioni).

## Influenza culturale
Nel 1940 il cantautore Woody Guthrie realizzò l'album in due volumi Dust Bowl Ballads ispirandosi al film di John Ford.